# Ny Tid (Sverige)
Ny Tid, under olika perioder även med namnen Ny Tid med Kuriren och Ny Tid Göteborgsområdet, var en socialdemokratisk tidning i Göteborg, grundad som veckotidning den 24 mars 1892 med Fredrik Sterky (1860–1900) som grundare och chefredaktör. Viktig bidragande medarbetare var också Anna Sterky (1856–1939). 1899 startades sexdagarsutgivning, måndag–lördag, och senare under ett par perioder utkom den även på söndagar. 1936 blev den en morgontidning, efter att tidigare ha givits ut på eftermiddagar. Den 31 december 1963 upphörde den dagliga utgivningen, och detta datum anses ofta vara slutet för tidningen. Den 9 januari 1964 blev den en veckotidning igen, men med begränsat sidantal. Det första numret med endast 12 sidor. Sexdagarsutgivningen återkom den 26 januari 1965, vilket fortsatte till och med den 14 juni 1966.
Den 15 juni 1966 ersattes Ny Tid av Malmötidningen Arbetets nya västsvenska edition (prenumeranterna fick Arbetet från detta datum). Ny Tids redaktion övergick till Arbetet, men hade samma adress och samma redaktionslokaler som tidigare. Den 30 september 2000 gavs det sista numret av Arbetets västsvenska edition ut (under namnet Arbetet Ny Tid, som hade börjat användas den 3 november 1999). Utgivningsbeviset togs sedan över av Socialdemokraterna i Göteborg, som gav ut veckotidningen Ny Tid Göteborgsområdet till sina medlemmar. Fredagen den 3 mars 2017 utkom slutligen det sista numret av Ny Tid.

## Historia

### Starten (1890-talet)
Den 24 mars 1892 utgavs tidningens "1:a Profnumr.", med sin underrubrik "Organ för klassmedveten arbetarerörelse (Vestra Sverige)." Tidningen grundades av Fredrik Sterky. Till att börja med var den en veckotidning, den utkom varje helgfri torsdag och kostade 10 öre som lösnummer. Den 1 oktober 1899 startades sexdagarsutgivning, måndag–lördag. Redaktionen låg vid Mellangatan 9 i stadsdelen Haga.

### 1900-tal
Under ett par perioder på 1920- och 30-talen och på 1950-talet utgavs Ny Tid även på söndagar. Den 1 mars 1936 blev tidningen morgontidning, efter att dittills ha givits ut på eftermiddagar. År 1959 flyttade redaktionen till nybyggda lokaler vid Järntorget.
Ny Tid tog 25 mars 1963 över tidningen Kuriren i Uddevalla, som ett försök att förbättra ekonomin, och hette därefter Ny Tid med Kuriren. Den 31 december 1963 upphörde den dagliga utgivningen, och detta datum anses allmänt vara slutet för tidningen. Sedan starten hade tidningen kommit ut med 21 644 nummer.
Den 9 januari 1964 började Ny Tid ges ut som veckotidning, med begränsat sidantal. Det första numret hade endast 12 sidor. Sexdagarstidningen kom den 26 januari 1965, vilket fortsatte till och med 14 juni 1966. Den 15 juni 1966 ersattes tidningen av den nya västsvenska editionen av Arbetet med redaktionen i samma lokaler (se Arbetet Väst). Anledningen var att det inte gått att få någon bra ekonomi i Ny Tid som egen tidning. Större delen av tidningens arkiv förstördes en tid efter nedläggningen.
År 1988 startades ett försök att börja ge ut Ny Tid med Kuriren igen som söndagstidning. Arbetet Väst kom vid den tiden inte ut på söndagar. Den nye utgivaren hette Tidnings AB Söndag Morgon. Utgivningen planerades att starta 27 september 1992. Ett provnummer gavs ut 1989, och tre provnummer gavs ut från 22 mars 1992. Den 21 september meddelades att utgivningen inte kunde startas som planerat på grund av det ekonomiska läge och allmänna brist på investeringskapital, som rådde i landet vid den tiden. I väntan på en eventuell regelbunden utgivning utkom ytterligare provnummer den 31 oktober 1992, samt fyra nummer 1993, senast den 26 december. I det sista numret meddelades att någon utgivning inte skulle kunna genomföras.
Historien om Ny Tid fram till nedläggningen av dagstidningen 31 december 1963 är skildrad i En bok om Ny Tid (1988). Dock står det inget om utgivningen efter 1963, eller om Arbetet Väst.

### 2000-tal
År 2006 började Ny Tid med Kuriren åter ges ut som veckotidning, i samarbete med den socialdemokratiska nyhetstidningen Aktuellt i Politiken. Redaktionschef var Johan Flanke. Den 20 november 2006 bytte tidningen sitt formella namn till Ny Tid Göteborgsområdet. 
Den 14 augusti 2015 började Ny Tid med sina dagliga kommentarer av det som skrivs på Göteborgs-Postens (GP) ledarsida. Verksamheten kallades för "Fyrvaktaren" och syftade på att hålla koll på GP som har fyren som sin symbol. Ny Tid motiverade starten av Fyrvaktaren med att GP:s ledarsida blivit allt mer högervriden sedan Alice Teodorescu tog över som politisk redaktör på GP den 1 mars 2015. Fyrvaktarens kommentarer publicerades på Ny Tids Facebooksida.
Den 3 mars 2017 utkom det sista numret av Ny Tid som veckotidning, eller som chefredaktören Johan Flanke skrev i ledaren i den veckans tidning:
"Veckans nummer av Ny Tid är det sista. För den här gången får jag väl säga". "Nu går vi åter in i en tid då arbetarrörelsen i Göteborg inte har en egen papperstidning, men det går inte att säga när förutsättningarna för att ge ut en tidning kommer tillbaka eller hur den tidningen då kommer att se ut."
Efter nedläggningen fick Ny Tids prenumeranter Aktuellt i Politiken med en utökad lokal bevakning i stället.

## Chefredaktörer
Not: Listan är inte komplett
- Fredrik Sterky (1892–1898)
- Anders Lindblad (1898–1917)
- Rickard Sandler (1918)
- Emil Rosén (1918–1933)
- Rickard Lindström (1933–1940)
- Karl Johan Olsson (1940–)
- Rolf Edberg (1945–1956)
- Kaj Björk (1956–1963)
- Hugo Wingård (1964)
- Gösta Andrén (1965–1966)
- Bo Elmgren (1989–1993)
- Eric Sundström (2006–2009)
- Johan Flanke (2010–2017)